# Тарніца (Ясси)
Тарніца (рум. Tarnița) — село у повіті Ясси в Румунії. Входить до складу комуни Дагица.
Село розташоване на відстані 294 км на північ від Бухареста, 36 км на південний захід від Ясс.

## Населення
За даними перепису населення 2002 року у селі проживала 151 особа, усі — румуни. Усі жителі села рідною мовою назвали румунську.